# Broken (Nine Inch Nails)
Broken (anche noto come Halo 5) è il primo EP dei Nine Inch Nails pubblicato nel 1992.

## Descrizione
Nonostante sia un EP è considerato il secondo lavoro di rilievo del gruppo in quanto è composto interamente da materiale inedito.
In quanto a stile l'album si distacca molto dal precedente Pretty Hate Machine, anche se già durante il tour dell'album di debutto le canzoni divennero più aggressive, con un maggior uso di chitarre distorte. Con questo disco il gruppo chiude con l'etichetta TVT Records, per passare in seguito alla Nothing Records.

## Tracce
1. Pinion – 1:02
2. Wish – 3:46
3. Last – 4:44
4. Help Me I Am In Hell – 1:56
5. Happiness in Slavery – 5:21
6. Gave Up – 4:08
7. Physical – 5:29
8. Suck – 5:07